# Kvalspelet till Europamästerskapet i fotboll 1968 (grupp 6)
Kvalspelet till Europamästerskapet i fotboll 1968 (grupp 6) spelades mellan den 2 november 1966 och 17 februari 1968

## Tabell
| Nr | Lag ( )  | S | V | O | F | GM | IM | MS  | P  |
| -- | -------- | - | - | - | - | -- | -- | --- | -- |
| 1  | Italien  | 6 | 5 | 1 | 0 | 17 | 3  | +14 | 11 |
| 2  | Rumänien | 6 | 3 | 0 | 3 | 18 | 14 | +4  | 6  |
| 3  | Schweiz  | 6 | 2 | 1 | 3 | 17 | 13 | +4  | 5  |
| 4  | Cypern   | 6 | 1 | 0 | 5 | 3  | 25 | −22 | 2  |

## Matcher
|             | 2 november 1966 | Rumänien                                          | 4 – 2           | Schweiz                            | Stadionul Republicii | |
| 14:45 UTC+2 | 14:45 UTC+2     | Mircea Dridea 8′ Constantin Frățilă 11′, 25′, 38′ | (4 – 0) Rapport | 53′ Fritz Künzli 70′ Karl Odermatt | Bukarest Publik: 15 000<refname="Rsssf">{{Webbref\|url=http://www.rsssf.com/tables/68e-full.html%7Ctitel=EuropeanChampionship1 968(Details)\|hämtdatum=8juli2 017\|utgivare=Rsssf}}</ref> Domare: James Finney (England) | Bukarest Publik: 15 000<refname="Rsssf">{{Webbref\|url=http://www.rsssf.com/tables/68e-full.html%7Ctitel=EuropeanChampionship1 968(Details)\|hämtdatum=8juli2 017\|utgivare=Rsssf}}</ref> Domare: James Finney (England) |
| 14:45 UTC+2 | 14:45 UTC+2     |                                                   |                 |                                    | Bukarest Publik: 15 000<refname="Rsssf">{{Webbref\|url=http://www.rsssf.com/tables/68e-full.html%7Ctitel=EuropeanChampionship1 968(Details)\|hämtdatum=8juli2 017\|utgivare=Rsssf}}</ref> Domare: James Finney (England) | Bukarest Publik: 15 000<refname="Rsssf">{{Webbref\|url=http://www.rsssf.com/tables/68e-full.html%7Ctitel=EuropeanChampionship1 968(Details)\|hämtdatum=8juli2 017\|utgivare=Rsssf}}</ref> Domare: James Finney (England) |
| 14:45 UTC+2 | 14:45 UTC+2     |                                                   |                 |                                    | Bukarest Publik: 15 000<refname="Rsssf">{{Webbref\|url=http://www.rsssf.com/tables/68e-full.html%7Ctitel=EuropeanChampionship1 968(Details)\|hämtdatum=8juli2 017\|utgivare=Rsssf}}</ref> Domare: James Finney (England) | Bukarest Publik: 15 000<refname="Rsssf">{{Webbref\|url=http://www.rsssf.com/tables/68e-full.html%7Ctitel=EuropeanChampionship1 968(Details)\|hämtdatum=8juli2 017\|utgivare=Rsssf}}</ref> Domare: James Finney (England) |

|             | 26 november 1966 | Italien                                           | 3 – 1           | Rumänien          | Stadio San Paolo                                                                   |                                                                                    |
| 14:30 UTC+1 | 14:30 UTC+1      | Alessandro Mazzola 30′, 67′ Virginio De Paoli 43′ | (2 – 1) Rapport | 7′ Nicolae Dobrin | Neapel Publik: 75 000<refname="Rsssf"/> Domare: Gerhard Schulenburg (Västtyskland) | Neapel Publik: 75 000<refname="Rsssf"/> Domare: Gerhard Schulenburg (Västtyskland) |
| 14:30 UTC+1 | 14:30 UTC+1      |                                                   |                 |                   | Neapel Publik: 75 000<refname="Rsssf"/> Domare: Gerhard Schulenburg (Västtyskland) | Neapel Publik: 75 000<refname="Rsssf"/> Domare: Gerhard Schulenburg (Västtyskland) |
| 14:30 UTC+1 | 14:30 UTC+1      |                                                   |                 |                   | Neapel Publik: 75 000<refname="Rsssf"/> Domare: Gerhard Schulenburg (Västtyskland) | Neapel Publik: 75 000<refname="Rsssf"/> Domare: Gerhard Schulenburg (Västtyskland) |

|             | 3 december 1966 | Cypern                | 1 – 5           | Rumänien                                                              | GSP Stadium                                                            |                                                                        |
| 14:30 UTC+2 | 14:30 UTC+2     | Costakis Pierides 31′ | (1 – 0) Rapport | 49′, 82′ Mircea Dridea 51′ Mircea Lucescu 65′, 74′ Constantin Frățilă | Nicosia Publik: 4 800<refname="Rsssf"/> Domare: Arthur Lentini (Malta) | Nicosia Publik: 4 800<refname="Rsssf"/> Domare: Arthur Lentini (Malta) |
| 14:30 UTC+2 | 14:30 UTC+2     |                       |                 |                                                                       | Nicosia Publik: 4 800<refname="Rsssf"/> Domare: Arthur Lentini (Malta) | Nicosia Publik: 4 800<refname="Rsssf"/> Domare: Arthur Lentini (Malta) |
| 14:30 UTC+2 | 14:30 UTC+2     |                       |                 |                                                                       | Nicosia Publik: 4 800<refname="Rsssf"/> Domare: Arthur Lentini (Malta) | Nicosia Publik: 4 800<refname="Rsssf"/> Domare: Arthur Lentini (Malta) |

|             | 22 mars 1967 | Cypern | 0 – 2           | Italien                                      | GSP Stadium                                                                          |                                                                                      |
| 15:45 UTC+2 | 15:45 UTC+2  |        | (0 – 0) Rapport | 76′ Angelo Domenghini 88′ Giacinto Facchetti | Nicosia Publik: 11 105<refname="Rsssf"/> Domare: Atanas Stavrev Kiryakov (Bulgarien) | Nicosia Publik: 11 105<refname="Rsssf"/> Domare: Atanas Stavrev Kiryakov (Bulgarien) |
| 15:45 UTC+2 | 15:45 UTC+2  |        |                 |                                              | Nicosia Publik: 11 105<refname="Rsssf"/> Domare: Atanas Stavrev Kiryakov (Bulgarien) | Nicosia Publik: 11 105<refname="Rsssf"/> Domare: Atanas Stavrev Kiryakov (Bulgarien) |
| 15:45 UTC+2 | 15:45 UTC+2  |        |                 |                                              | Nicosia Publik: 11 105<refname="Rsssf"/> Domare: Atanas Stavrev Kiryakov (Bulgarien) | Nicosia Publik: 11 105<refname="Rsssf"/> Domare: Atanas Stavrev Kiryakov (Bulgarien) |

|             | 23 april 1967 | Rumänien                                                                                  | 7 – 0           | Cypern | Stadionul Național                                                                 |                                                                                    |
| 16:30 UTC+2 | 16:30 UTC+2   | Mircea Lucescu 4′ Florea Martinovici 15′ Emil Dumitriu 24′, 52′, 77′ Ion Ionescu 47′, 86′ | (3 – 0) Rapport |        | Bukarest Publik: 10 000<refname="Rsssf"/> Domare: Milivoje Gugulovic (Jugoslavien) | Bukarest Publik: 10 000<refname="Rsssf"/> Domare: Milivoje Gugulovic (Jugoslavien) |
| 16:30 UTC+2 | 16:30 UTC+2   |                                                                                           |                 |        | Bukarest Publik: 10 000<refname="Rsssf"/> Domare: Milivoje Gugulovic (Jugoslavien) | Bukarest Publik: 10 000<refname="Rsssf"/> Domare: Milivoje Gugulovic (Jugoslavien) |
| 16:30 UTC+2 | 16:30 UTC+2   |                                                                                           |                 |        | Bukarest Publik: 10 000<refname="Rsssf"/> Domare: Milivoje Gugulovic (Jugoslavien) | Bukarest Publik: 10 000<refname="Rsssf"/> Domare: Milivoje Gugulovic (Jugoslavien) |

|             | 24 maj 1967 | Schweiz                                                                                     | 7 – 1           | Rumänien           | Hardturm                                                                   |                                                                            |
| 20:00 UTC+1 | 20:00 UTC+1 | Fritz Künzli 12′, 66′ René-Pierre Quentin 15′, 32′ Rolf Blättler 47′, 59′ Karl Odermatt 63′ | (3 – 0) Rapport | 70′ Nicolae Dobrin | Zürich Publik: 30 000<refname="Rsssf"/> Domare: Robert Lacoste (Frankrike) | Zürich Publik: 30 000<refname="Rsssf"/> Domare: Robert Lacoste (Frankrike) |
| 20:00 UTC+1 | 20:00 UTC+1 |                                                                                             |                 |                    | Zürich Publik: 30 000<refname="Rsssf"/> Domare: Robert Lacoste (Frankrike) | Zürich Publik: 30 000<refname="Rsssf"/> Domare: Robert Lacoste (Frankrike) |
| 20:00 UTC+1 | 20:00 UTC+1 |                                                                                             |                 |                    | Zürich Publik: 30 000<refname="Rsssf"/> Domare: Robert Lacoste (Frankrike) | Zürich Publik: 30 000<refname="Rsssf"/> Domare: Robert Lacoste (Frankrike) |

|             | 25 juni 1967 | Rumänien | 0 – 1           | Italien           | Stadionul Național                                                               |                                                                                  |
| 17:30 UTC+2 | 17:30 UTC+2  |          | (0 – 0) Rapport | 81′ Mario Bertini | Bukarest Publik: 65 000<refname="Rsssf"/> Domare: Manuel Gomez-arribas (Spanien) | Bukarest Publik: 65 000<refname="Rsssf"/> Domare: Manuel Gomez-arribas (Spanien) |
| 17:30 UTC+2 | 17:30 UTC+2  |          |                 |                   | Bukarest Publik: 65 000<refname="Rsssf"/> Domare: Manuel Gomez-arribas (Spanien) | Bukarest Publik: 65 000<refname="Rsssf"/> Domare: Manuel Gomez-arribas (Spanien) |
| 17:30 UTC+2 | 17:30 UTC+2  |          |                 |                   | Bukarest Publik: 65 000<refname="Rsssf"/> Domare: Manuel Gomez-arribas (Spanien) | Bukarest Publik: 65 000<refname="Rsssf"/> Domare: Manuel Gomez-arribas (Spanien) |

|             | 1 november 1967 | Italien                                              | 5 – 0           | Cypern | Stadio San Vito-Gigi Marulla                                                     |                                                                                  |
| 14:30 UTC+1 | 14:30 UTC+1     | Alessandro Mazzola 12′, 22′ Luigi Riva 46′, 55′, 59′ | (2 – 0) Rapport |        | Cosenza Publik: 25 000<refname="Rsssf"/> Domare: Antoine Queudeville (Luxemburg) | Cosenza Publik: 25 000<refname="Rsssf"/> Domare: Antoine Queudeville (Luxemburg) |
| 14:30 UTC+1 | 14:30 UTC+1     |                                                      |                 |        | Cosenza Publik: 25 000<refname="Rsssf"/> Domare: Antoine Queudeville (Luxemburg) | Cosenza Publik: 25 000<refname="Rsssf"/> Domare: Antoine Queudeville (Luxemburg) |
| 14:30 UTC+1 | 14:30 UTC+1     |                                                      |                 |        | Cosenza Publik: 25 000<refname="Rsssf"/> Domare: Antoine Queudeville (Luxemburg) | Cosenza Publik: 25 000<refname="Rsssf"/> Domare: Antoine Queudeville (Luxemburg) |

|             | 8 november 1967 | Schweiz                                                                           | 5 – 0           | Cypern | Stadio comunale di Cornaredo                                           |                                                                        |
| 20:30 UTC+1 | 20:30 UTC+1     | Rolf Blättler 30′, 55′ Fritz Künzli 41′ Richard Dürr 56′ (str.) Karl Odermatt 72′ | (2 – 0) Rapport |        | Lugano Publik: 4 000<refname="Rsssf"/> Domare: Robert Schaut (Belgien) | Lugano Publik: 4 000<refname="Rsssf"/> Domare: Robert Schaut (Belgien) |
| 20:30 UTC+1 | 20:30 UTC+1     |                                                                                   |                 |        | Lugano Publik: 4 000<refname="Rsssf"/> Domare: Robert Schaut (Belgien) | Lugano Publik: 4 000<refname="Rsssf"/> Domare: Robert Schaut (Belgien) |
| 20:30 UTC+1 | 20:30 UTC+1     |                                                                                   |                 |        | Lugano Publik: 4 000<refname="Rsssf"/> Domare: Robert Schaut (Belgien) | Lugano Publik: 4 000<refname="Rsssf"/> Domare: Robert Schaut (Belgien) |

|             | 18 november 1967 | Schweiz                                  | 2 – 2           | Italien                    | Wankdorf Stadium                                                    |                                                                     |
| 14:45 UTC+1 | 14:45 UTC+1      | René-Pierre Quentin 34′ Fritz Künzli 68′ | (1 – 0) Rapport | 65′, 85′ (str.) Luigi Riva | Bern Publik: 55 000<refname="Rsssf"/> Domare: Istvan Zsolt (Ungern) | Bern Publik: 55 000<refname="Rsssf"/> Domare: Istvan Zsolt (Ungern) |
| 14:45 UTC+1 | 14:45 UTC+1      |                                          |                 |                            | Bern Publik: 55 000<refname="Rsssf"/> Domare: Istvan Zsolt (Ungern) | Bern Publik: 55 000<refname="Rsssf"/> Domare: Istvan Zsolt (Ungern) |
| 14:45 UTC+1 | 14:45 UTC+1      |                                          |                 |                            | Bern Publik: 55 000<refname="Rsssf"/> Domare: Istvan Zsolt (Ungern) | Bern Publik: 55 000<refname="Rsssf"/> Domare: Istvan Zsolt (Ungern) |

|             | 23 december 1967 | Italien                                                         | 4 – 0           | Schweiz | Stadio Amsicora                                                            |                                                                            |
| 14:30 UTC+1 | 14:30 UTC+1      | Alessandro Mazzola 3′ Luigi Riva 13′ Angelo Domenghini 45′, 67′ | (3 – 0) Rapport |         | Cagliari Publik: 30 000<refname="Rsssf"/> Domare: Tiny Wharton (Skottland) | Cagliari Publik: 30 000<refname="Rsssf"/> Domare: Tiny Wharton (Skottland) |
| 14:30 UTC+1 | 14:30 UTC+1      |                                                                 |                 |         | Cagliari Publik: 30 000<refname="Rsssf"/> Domare: Tiny Wharton (Skottland) | Cagliari Publik: 30 000<refname="Rsssf"/> Domare: Tiny Wharton (Skottland) |
| 14:30 UTC+1 | 14:30 UTC+1      |                                                                 |                 |         | Cagliari Publik: 30 000<refname="Rsssf"/> Domare: Tiny Wharton (Skottland) | Cagliari Publik: 30 000<refname="Rsssf"/> Domare: Tiny Wharton (Skottland) |

|             | 17 februari 1968 | Cypern                                      | 2 – 1           | Schweiz                     | GSP Stadium                                                                    |                                                                                |
| 15:15 UTC+2 | 15:15 UTC+2      | Melis Asprou 22′ Pamboulis Papadopoulos 46′ | (1 – 1) Rapport | 9′ (sjm.) Costas Panayiotou | Nicosia Publik: 8 000<refname="Rsssf"/> Domare: Pavel Spotak (Tjeckoslovakien) | Nicosia Publik: 8 000<refname="Rsssf"/> Domare: Pavel Spotak (Tjeckoslovakien) |
| 15:15 UTC+2 | 15:15 UTC+2      |                                             |                 |                             | Nicosia Publik: 8 000<refname="Rsssf"/> Domare: Pavel Spotak (Tjeckoslovakien) | Nicosia Publik: 8 000<refname="Rsssf"/> Domare: Pavel Spotak (Tjeckoslovakien) |
| 15:15 UTC+2 | 15:15 UTC+2      |                                             |                 |                             | Nicosia Publik: 8 000<refname="Rsssf"/> Domare: Pavel Spotak (Tjeckoslovakien) | Nicosia Publik: 8 000<refname="Rsssf"/> Domare: Pavel Spotak (Tjeckoslovakien) |